# Garcelles-Secqueville
Garcelles-Secqueville és un antic municipi francès, situat al departament de Calvados i a la regió de Normandia. L'1 de gener de 2019 esdevé un municipi delegat, al si del municipi nou Le Castelet. L'any 2015 tenia 854 habitants.

## Demografia

### Població
El 2007 la població de fet de Garcelles-Secqueville era de 756 persones. Hi havia 249 famílies de les quals 22 eren unipersonals (9 homes vivint sols i 13 dones vivint soles), 79 parelles sense fills, 144 parelles amb fills i 4 famílies monoparentals amb fills.
La població ha evolucionat segons el següent gràfic:
Habitants censats

### Habitatges
El 2007 hi havia 259 habitatges, 252 eren l'habitatge principal de la família i 7 estaven desocupats. 256 eren cases i 1 era un apartament. Dels 252 habitatges principals, 223 estaven ocupats pels seus propietaris, 23 estaven llogats i ocupats pels llogaters i 7 estaven cedits a títol gratuït; 1 tenia una cambra, 8 en tenien dues, 21 en tenien tres, 65 en tenien quatre i 157 en tenien cinc o més. 182 habitatges disposaven pel capbaix d'una plaça de pàrquing. A 87 habitatges hi havia un automòbil i a 159 n'hi havia dos o més.

### Piràmide de població
La piràmide de població per edats i sexe el 2009 era:
| Homes | Edats   | Dones |
| ----- | ------- | ----- |
| 0     | 95 o +  | 0     |
| 0     | 90 a 94 | 0     |
| 0     | 85 a 89 | 0     |
| 4     | 80 a 84 | 12    |
| 4     | 75 a 79 | 4     |
| 8     | 70 a 74 | 4     |
| 8     | 65 a 69 | 4     |
| 4     | 60 a 64 | 4     |
| 4     | 55 a 59 | 8     |
| 12    | 50 a 54 | 8     |
| 36    | 45 a 49 | 28    |
| 28    | 40 a 44 | 28    |
| 24    | 35 a 39 | 12    |
| 24    | 30 a 34 | 16    |
| 16    | 25 a 29 | 24    |
| 32    | 20 a 24 | 20    |
| 28    | 15 a 19 | 32    |
| 24    | 10 a 14 | 12    |
| 20    | 5 a 9   | 8     |
| 20    | 0 a 4   | 24    |

## Economia
El 2007 la població en edat de treballar era de 509 persones, 405 eren actives i 104 eren inactives. De les 405 persones actives 377 estaven ocupades (211 homes i 166 dones) i 30 estaven aturades (10 homes i 20 dones). De les 104 persones inactives 28 estaven jubilades, 50 estaven estudiant i 26 estaven classificades com a «altres inactius».

### Ingressos
El 2009 a Garcelles-Secqueville hi havia 262 unitats fiscals que integraven 790 persones, la mediana anual d'ingressos fiscals per persona era de 19.929 €.

### Activitats econòmiques
Dels 30 establiments que hi havia el 2007, 1 era d'una empresa extractiva, 1 d'una empresa de fabricació d'altres productes industrials, 12 d'empreses de construcció, 4 d'empreses de comerç i reparació d'automòbils, 1 d'una empresa de transport, 1 d'una empresa d'hostatgeria i restauració, 1 d'una empresa d'informació i comunicació, 1 d'una empresa financera, 2 d'empreses immobiliàries, 3 d'empreses de serveis, 2 d'entitats de l'administració pública i 1 d'una empresa classificada com a «altres activitats de serveis».
Dels 11 establiments de servei als particulars que hi havia el 2009, 1 era una funerària, 1 paleta, 3 fusteries, 2 lampisteries, 2 electricistes, 1 empresa de construcció i 1 perruqueria.
L'any 2000 a Garcelles-Secqueville hi havia 5 explotacions agrícoles.

## Equipaments sanitaris i escolars
El 2009 hi havia una escola elemental.

## Poblacions més properes
El següent diagrama mostra les poblacions més properes.